# Philadelphia Gold and Silver Index
| Philadelphia Gold and Silver Index | Philadelphia Gold and Silver Index |
| Stammdaten                         | Stammdaten                         |
| ---------------------------------- | ---------------------------------- |
| Staat                              | Welt                               |
| Börse                              | NASDAQ OMX PHLX                    |
| ISIN                               | US6933271081                       |
| WKN                                | 969104                             |
| Symbol                             | XAU                                |
| RIC                                | ^XAU                               |
| Bloomberg-Code                     | XAU <INDEX>                        |
| Kategorie                          | Aktienindex                        |
| Typ                                | Kursindex                          |
| Familie                            | Single-Index                       |

Der Philadelphia Gold and Silver Index ist ein in US-Dollar gehandelter Aktienindex von internationalen Gold- und Silberproduzenten. Der Index wird unter dem Tickersymbol XAU an der NASDAQ OMX PHLX (früher Philadelphia Stock Exchange) gehandelt. Das Symbol XAU ist nicht mit der Kurzbezeichnung in der Norm ISO 4217 zu verwechseln, die den Preis einer Feinunze (= 31,1034768 Gramm) Gold bezeichnet.

## Berechnung
Der Philadelphia Gold and Silver Index (XAU) umfasst die Aktien von internationalen Gold- und Silberproduzenten, die an der NASDAQ OMX PHLX (früher Philadelphia Stock Exchange) gelistet sind. Der XAU repräsentiert ein Portfolio von gesicherten und ungesicherten Bergbauunternehmen, deren Förderung sowohl ohne als auch mit Vorwärtsverkäufen abgesichert wird. Dies ist ein wesentlicher Unterschied zum NYSE Arca Gold BUGS Index (HUI), welcher ausschließlich Aktien von Goldproduzenten beinhaltet, die keine Vorwärtsverkäufe tätigen.
Der in US-Dollar berechnete XAU ist ein Kursindex, Dividenden fließen nicht in die Berechnung ein. Der Indexstand wird ausschließlich auf Grund der Aktienkurse ermittelt und nur um Erträge aus Bezugsrechten und Sonderzahlungen bereinigt. Die Gewichtung erfolgt nach der Marktkapitalisierung. Kapitalmaßnahmen wie Aktiensplits haben keinen (verzerrenden) Einfluss auf den Index. Aktualisierungen werden immer quartalsweise nach dem Handelsschluss des dritten Freitags im März, Juni, September und Dezember vorgenommen, so dass jede Aktienkomponente ihre zugewiesene Gewichtung im Index repräsentiert. Der XAU korreliert positiv mit der aktuellen Entwicklung des Gold- und Silberpreises.

## Geschichte

### Historischer Überblick

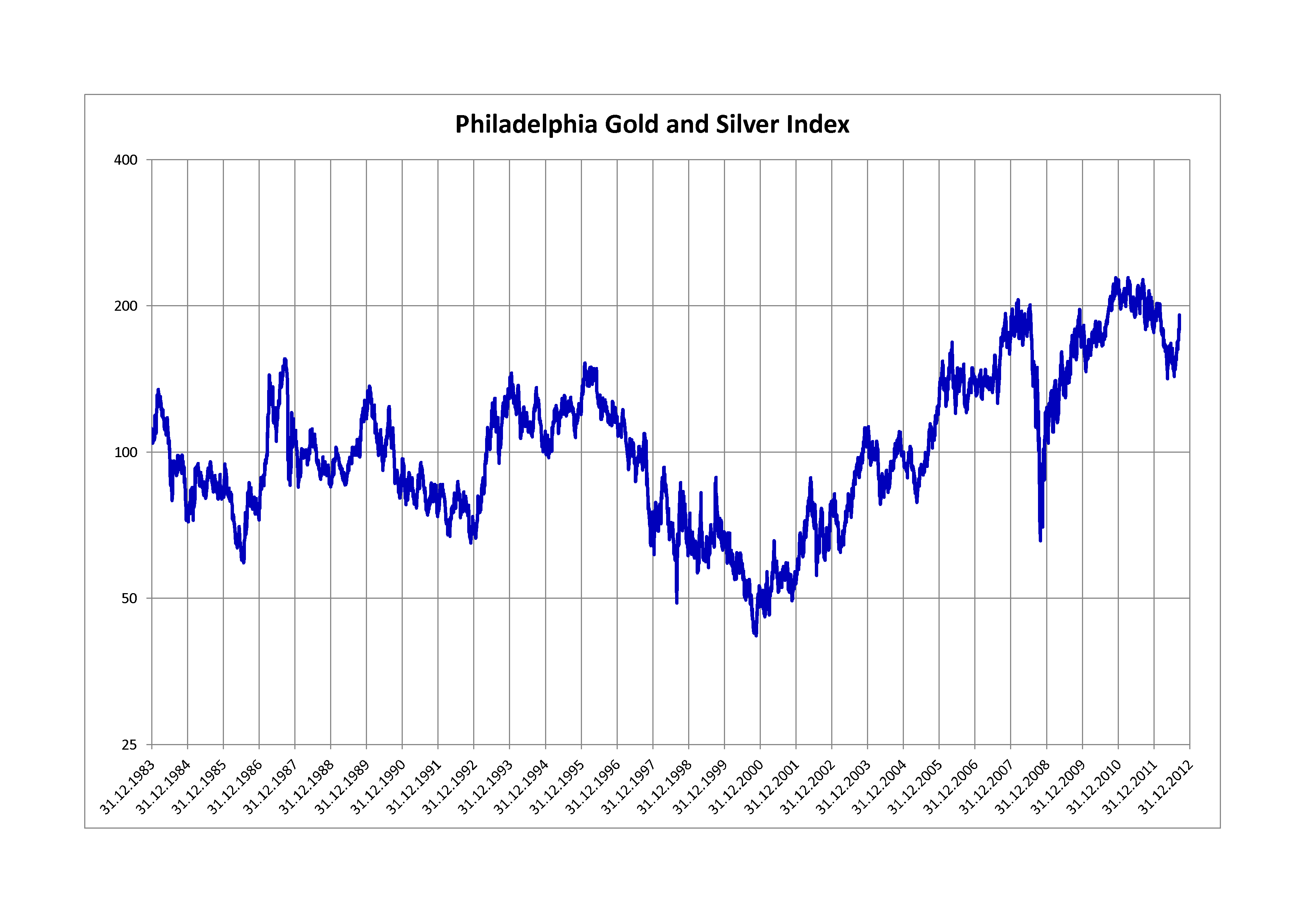
Philadelphia Gold and Silver Index 1983–2012

Der Philadelphia Gold and Silver Index (XAU) wurde am 19. Januar 1979 mit einem Basiswert von 100 Punkten aufgelegt. Der Handel von Optionen auf den Index begann am 19. Dezember 1983 an der Philadelphia Stock Exchange (PHLX). Die 1790 gegründete PHLX ist die älteste Wertpapierbörse in den USA.
1980 begann ein zwanzigjähriger Abwärtstrend des Goldpreises und damit auch des Philadelphia Gold and Silver Index. Um die Wirtschaftsstagnation zu beenden, ergriff die US-Notenbank neben anderen Maßnahmen die Begrenzung des Geldmengenwachstums. Das bewirkte zunächst eine Verstärkung der Rezession und der Arbeitslosigkeit, aber diese Politik stabilisierte langsam die Wirtschaft und kontrollierte die Inflation. In den 1990er Jahren erlebten die USA unter dem demokratischen Präsidenten Bill Clinton (1993–2001) einen länger anhaltenden wirtschaftlichen Aufschwung („New Economy“). Nach einem Zwischenhoch am 5. Februar 1996 bei 152,70 Punkten beendete der Philadelphia Gold and Silver Index den Handel am 17. November 2000 auf einem Allzeittief von 41,85 Punkten. Der Verlust seit Februar 1996 liegt bei 72,6 Prozent.
Seit 2001 steigt der Goldpreis und damit der Philadelphia Gold and Silver Index kontinuierlich. Dieser Anstieg hat eine eindeutige Korrelation mit dem Wachstum der US-Staatsverschuldung und der Schwächung des Dollars gegenüber den Weltwährungen. Am 28. Februar 2008 schloss der XAU erstmals über der Grenze von 200 Punkten. Am 14. März 2008 beendete er den Handel auf einem Rekordstand von 206,37 Punkten. Seit dem Tief von November 2000 beträgt der Gewinn 393,1 Prozent.
Am 7. November 2007 gab die NASDAQ OMX Group die Übernahme der Philadelphia Stock Exchange bekannt. Die Akquisition war am 24. Juli 2008 abgeschlossen. Um diese Änderung widerzuspiegeln, wurde die Philadelphia Stock Exchange in NASDAQ OMX PHLX umbenannt.
Im Verlauf der internationalen Finanzkrise, die 2007 in der US-Immobilienkrise ihren Ursprung hatte, begann der Philadelphia Gold and Silver Index zu sinken. Am 15. Oktober 2008 beendete der XAU den Handel mit 95,16 Punkten unter der 100-Punkte-Marke und am 27. Oktober 2008 schloss er auf einem Tiefststand von 65,72 Punkten. Der Verlust seit März 2008 liegt bei 68,2 Prozent. Viele Hedgefonds und andere Investoren mussten Aktien verkaufen oder Positionen auflösen, um angesichts der Kreditkrise liquide bleiben zu können.
Der 27. Oktober 2008 markiert den Wendepunkt der Talfahrt. Ab dem Herbst 2008 war der XAU wieder auf dem Weg nach oben. Am 8. April 2011 markierte der  Philadelphia Gold and Silver Index mit einem Schlussstand von 228,95 Punkten ein Allzeithoch. Seit Oktober 2008 beträgt der Zuwachs 247,0 Prozent. Am 15. Mai 2012 schloss der Index bei 141,60 Punkten und damit um 38,2 Prozent tiefer als ein Jahr zuvor.
Am 15. Mai 2012 beendete der XAU den Handel bei 141,60 Punkten. Der Verlust seit dem Allzeithoch am 8. April 2011 liegt bei 38,2 Prozent. Am 19. September 2012 schloss der Philadelphia Gold and Silver Index bei 194,87 Punkten und damit um 37,6 Prozent höher als vier Monate zuvor.

### Höchststände
Die Übersicht zeigt die Allzeithöchststände des Philadelphia Gold and Silver Index.
|                      | Punkte | Datum                      |
| -------------------- | ------ | -------------------------- |
| im Handelsverlauf    | 232,72 | Dienstag, 7. Dezember 2010 |
| auf Schlusskursbasis | 228,95 | Freitag, 8. April 2011     |

### Meilensteine
Die Tabelle zeigt die Meilensteine des Philadelphia Gold and Silver Index seit dem Allzeittief am 17. November 2000.
| Erster Schlussstand über | Schlussstand in Punkten | Datum             |
| ------------------------ | ----------------------- | ----------------- |
| 50                       | 50,36                   | 4. Dezember 2000  |
| 100                      | 101,86                  | 12. November 2003 |
| 150                      | 154,19                  | 31. Januar 2006   |
| 200                      | 202,84                  | 28. Februar 2008  |

### Jährliche Entwicklung
Die Tabelle zeigt die jährliche Entwicklung des Philadelphia Gold and Silver Index seit 1983.
| Jahr | Schlussstand in Punkten | Veränderung in Punkten | Veränderung in % |
| ---- | ----------------------- | ---------------------- | ---------------- |
| 1983 | 111,82                  |                        |                  |
| 1984 | 76,06                   | −35,76                 | −31,98           |
| 1985 | 81,47                   | 5,41                   | 7,11             |
| 1986 | 76,26                   | −5,21                  | −6,39            |
| 1987 | 109,72                  | 33,46                  | 43,88            |
| 1988 | 87,01                   | −22,71                 | −20,70           |
| 1989 | 119,93                  | 32,92                  | 37,83            |
| 1990 | 97,04                   | −22,89                 | −19,09           |
| 1991 | 80,79                   | −16,25                 | −16,75           |
| 1992 | 71,30                   | −9,49                  | −11,75           |
| 1993 | 131,91                  | 60,61                  | 85,01            |
| 1994 | 109,33                  | −22,58                 | −17,12           |
| 1995 | 120,42                  | 11,09                  | 10,14            |
| 1996 | 116,75                  | −3,67                  | −3,05            |
| 1997 | 74,19                   | −42,56                 | −36,45           |
| 1998 | 64,97                   | −9,22                  | −12,43           |
| 1999 | 67,97                   | 3,00                   | 4,62             |
| 2000 | 51,41                   | −16,56                 | −24,36           |
| 2001 | 54,43                   | 3,02                   | 5,87             |
| 2002 | 76,76                   | 22,33                  | 41,03            |
| 2003 | 108,84                  | 32,08                  | 41,79            |
| 2004 | 99,35                   | −9,49                  | −8,72            |
| 2005 | 128,03                  | 28,68                  | 28,87            |
| 2006 | 142,25                  | 14,22                  | 11,11            |
| 2007 | 173,32                  | 31,07                  | 21,84            |
| 2008 | 123,85                  | −49,47                 | −28,54           |
| 2009 | 168,25                  | 44,40                  | 35,85            |
| 2010 | 226,58                  | 58,33                  | 34,67            |
| 2011 | 180,64                  | −45,94                 | −20,28           |
| 2012 | 165,60                  | −15,04                 | −8,33            |
| 2013 | 84,15                   | −81,45                 | −49,18           |
| 2014 | 68,78                   | −15,37                 | −18,27           |
| 2015 | 45,30                   | −23,48                 | −34,14           |
| 2016 | 78,86                   | 33,56                  | 74,08            |

## Zusammensetzung
Der Philadelphia Gold and Silver Index setzt sich aus folgenden 30 Unternehmen zusammen (Stand: 6. Juli 2018).
| Symbol | Name                                | Hauptsitz          |
| ------ | ----------------------------------- | ------------------ |
| ABX    | Barrick Gold                        | Kanada             |
| AEM    | Agnico-Eagle Mines                  | Kanada             |
| AG     | First Majestic Silver               | Kanada             |
| AU     | AngloGold Ashanti                   | Südafrika          |
| AUY    | Yamana Gold                         | Kanada             |
| BVN    | Buenaventura                        | Peru               |
| CDE    | Coeur Mining                        | Vereinigte Staaten |
| EGO    | Eldorado Gold                       | Kanada             |
| FCX    | Freeport-McMoRan                    | Vereinigte Staaten |
| GFI    | Gold Fields                         | Südafrika          |
| GG     | Goldcorp                            | Kanada             |
| GOLD   | Randgold Resources                  | Jersey             |
| GORO   | Gold Resource Corporation           | Vereinigte Staaten |
| HL     | Hecla Mining                        | Vereinigte Staaten |
| HMY    | Harmony Gold                        | Südafrika          |
| IAG    | Iamgold                             | Kanada             |
| KGC    | Kinross Gold                        | Kanada             |
| MUX    | McEwen Mining                       | Kanada             |
| NEM    | Newmont Mining                      | Vereinigte Staaten |
| NG     | NovaGold Resources                  | Kanada             |
| NGD    | New Gold                            | Kanada             |
| PAAS   | Pan American Silver                 | Kanada             |
| RGLD   | Royal Gold                          | Vereinigte Staaten |
| SA     | Seabridge Gold                      | Kanada             |
| SAND   | Sandstorm Gold                      | Kanada             |
| SBGL   | Sibanye-Stillwater                  | Südafrika          |
| SSRM   | SSR Mining                          | Kanada             |
| TAHO   | Tahoe Resources                     | Kanada             |
| VGZ    | Vista Gold                          | Australien         |
| WPM    | Wheaton Precious Metals Corporation | Kanada             |